# Johannes Carolus
Johannes Carolus, ook bekend als Joannes Carolus en soms als Jan Kaerle (Antwerpen, waarschijnlijk geboren tussen 1530 en 1555 - Mechelen, 13 september 1598) was een Vlaams rechtsgeleerde en schrijver. Zijn gedenkschriften zijn sterk Spaansgezind van aard, maar van historisch belang omdat zij een beschrijving bieden van de overleggen en middelen van het Spaansgezinde kamp, alsook van de onenigheid in het kamp van de Hervormden.
Carolus volgde opleidingen aan verschillende opleidingsinstituten in Europa, onder meer in Leuven, Orléans, Poitiers en Bologne. Toen hij 23 jaar oud was, behaalde hij aan de universiteit van Padua zijn graad van doctor in de rechten. Hij keerde daarna terug naar zijn geboortestreek en vestigde zich als advocaat in Mechelen. Waarschijnlijk aan het begin van 1567 benoemde Filips II van Spanje hem tot procureur-generaal in Friesland, waar hij zich een fel tegenstander van de Hervormden toonde. Zijn steun voor het Spaanse bewind bezorgde hem later een positie als raadsheer in de hoge raad van Mechelen, waarvan hij later vicepresident zou worden. 
Carolus deed vrijwillig afstand van zijn functie en trad als lekenbroeder in het klooster van de recolletten in, waar hij overleed.

## Bron
- Samuel de Wind, Bibliotheek der Nederlandsche geschiedschrijvers. Middelburg (1831). pag. 230 e.v.